# 二子村 (岩手県)
二子村（ふたこむら）は、1954年（昭和29年）まで岩手県和賀郡にあった村。現在の北上市二子町、小鳥崎などにあたる。

## 地理
- 河川：北上川

## 沿革
- 1889年（明治22年）4月1日 - 町村制施行にともない、旧来の東和賀郡二子村単独で村政施行。
- 1897年（明治30年）4月1日 - 郡の統合により東和賀郡と西和賀郡が合併し、和賀郡が復活[1]。和賀郡二子村となる。
- 1954年（昭和29年）4月1日 - 黒沢尻町・飯豊村・鬼柳村・更木村および胆沢郡相去村・江刺郡福岡村と合併し、北上市となる。

## 行政
- 歴代村長

| 代 | 氏名         | 就任                      | 退任                       | 備考 |
| -- | ------------ | ------------------------- | -------------------------- | ---- |
| 1  | 川辺波治     | 1889年（明治22年）5月8日  | 1905年（明治38年）5月1日   |      |
| 2  | 高田誠一郎   | 1905年（明治38年）5月2日  | 1913年（大正2年）5月1日    |      |
| 3  | 渡辺畄吉     | 1913年（大正2年）5月12日  | 1937年（昭和12年）5月15日  |      |
| 4  | 中野収三     | 1937年（昭和12年）7月3日  | 1941年（昭和16年）7月2日   |      |
| 5  | 高橋謙之助   | 1941年（昭和16年）7月3日  | 1946年（昭和21年）11月23日 |      |
| 6  | 小原福太郎   | 1947年（昭和22年）4月6日  | 1950年（昭和25年）8月25日  |      |
| 7  | 小笠原長太郎 | 1950年（昭和25年）10月5日 | 1954年（昭和29年）3月31日  |      |

## 体裁調整
1. ↑  『官報』第3822号、明治29年3月30日。